# Johann Peter Guzinger
Johann Peter Guzinger, auch Johann Petrus Gulzinger (* 2. Juni 1683 in Tussenhausen; † 6. Mai 1773 in Eichstätt), war ein deutscher Komponist, Musiker und Kammermusiker.

## Leben
Über Guzingers Leben ist wenig bekannt. Seine Geburts- und Sterbedaten weichen in verschiedenen Quellen voneinander ab. Neben 1683–1773 finden sich auch Quellen, die als Geburtsjahr 1689 und als Sterbejahr 1747 nennen. Guzinger heiratete im Jahr 1708 Maria Koser. Sein Bruder war der Geiger Johann Sigismund Guzinger.
Als Musiker beherrschte Guzinger mehrere Instrumente. Besonders bekannt und geschätzt war er für sein virtuoses Spiel auf der Viola d’amore, für die er auch komponierte. Außerdem spielte er Violine und Bratsche. Verschiedene Quellen belegen, dass er im Zeitraum zwischen 1726 und 1740 Hof- und Kammermusiker des Bischofs von Eichstätt war und damit Mitglied der Hofkapelle. Er widmete Herzog Ludwig Rudolf Fürst von Braunschweig-Wolfenbüttel das Concerto grosso in C-Dur (archiviert in der Herzog August Bibliothek). Deshalb wird angenommen, dass er zumindest anlässlich einer Konzertreise auch in dieser Region tätig war, bzw. dass es Verbindungen dorthin gab. Es sind noch einige seiner Kompositionen erhalten, besonders die Werke für Viola d’amore werden heute noch von Barockensembles aufgeführt.

## Werke (Auswahl)
- 3 Partiten in F-Dur für Flöte, Viola d’Amore und Basso Continuo (1726)
- 2 Suiten in A-Dur für Viola d’Amore und Bass bzw. Basso continuo
- Concerto Grosso in C-Dur, gewidmet Herzog Ludwig Rudolf
- Concerto in C-Dur für 2 Violinen, 2 Trompeten und Basso Continuo  (1700)
- Concerto in g-moll für Streicher und Cembalo
- mehrere Sinfonien für Kammerensemble oder Orchester
- Arie „Süße Lippen, holde Wangen“ (diese Komposition ist nicht gesichert von Guzinger)[5][6][7]